# محمدرضا شفاه
محمدرضا شفاه (زادهٔ ۲۹ اسفند ۱۳۶۰) تهیه‌کنندهٔ ایرانی است.

## فیلم‌شناسی

### سینمایی
| سال  | عنوان                  | مسئولیت   | کارگردان             | توضیحات                                                                    | منبع  |
| ---- | ---------------------- | --------- | -------------------- | -------------------------------------------------------------------------- | ----- |
| ۱۳۹۵ | بیست و یک روز بعد      | تهیه‌کننده | سید محمدرضا خردمندان |                                                                            | [ ۲ ] |
| ۱۳۹۷ | دیدن این فیلم جرم است! | تهیه‌کننده | رضا زهتابچیان        |                                                                            | [ ۳ ] |
| ۱۳۹۹ | مصلحت                  | تهیه‌کننده | حسین دارابی          | نامزد ۷ سیمرغ بلورین و برندهٔ ۲ دیپلم افتخار در سی و نهمین جشنواره فیلم فجر | [ ۴ ] |
| ۱۴۰۰ | هناس                   | تهیه‌کننده | حسین دارابی          | نامزد ۱ سیمرغ بلورین چهلمین جشنواره فیلم فجر                               | [ ۵ ] |
| ۱۴۰۳ | خدای جنگ               | تهیه‌کننده | حسین دارابی          |                                                                            |       |

### فیلم کوتاه
| سال  | عنوان        | مسئولیت   | کارگردان              | منبع  |
| ---- | ------------ | --------- | --------------------- | ----- |
| ۱۳۹۱ | درختان حماسی | تهیه‌کننده | مرتضی‌علی عباس میرزایی | [ ۶ ] |

## جوایز
| سال  | جشنواره                                            | اثر               | بخش                                      | نتیجه | جایزه        | منبع  |
| ---- | -------------------------------------------------- | ----------------- | ---------------------------------------- | ----- | ------------ | ----- |
| ۱۳۹۵ | سی و پنجمین جشنواره فیلم فجر                       | بیست و یک روز بعد | بهترین فیلم از نگاه تماشاگران            | پنجم  | سیمرغ بلورین | [ ۷ ] |
| ۱۳۹۶ | سی‌امین جشنواره بین‌المللی فیلم‌های کودکان و نوجوانان | بیست و یک روز بعد | بهترین فیلم از نگاه داوران کودک و نوجوان | برنده | پروانه زرین  | [ ۸ ] |